# Fortune Told in Blood
Fortune Told in Blood (fal-E Khoon ; persan : فال خون) est un roman sur un lieutenant et soldat irakien dans la guerre Iran-Irak par Davud Ghaffarzadegan. Ils ont envoyé sur une montagne pour une opération d'identification. Leur tranchée était relativement sûre et ils pouvaient voir la démolition faite par leur intelligence. Le roman connu sous le nom d'histoire de guerre moderne. Fortune Told dans le contexte de Blood est une caractéristique importante du roman. La langue principale du livre est le persan et a été publiée en 1996 par Soreie Mehr Publication Company. Mohammad Reza Ghanounparvar, professeur de langue et de littérature persanes à l' Université du Texas, a été traduit en anglais en 2008 et publié par le Center for Middle Eastern Studies de l'Université du Texas à Austin. Le Center for Middle Eastern Studies a plus de 20 ans d'expérience et a publié plusieurs livres de littérature traduite du Moyen-Orient. Le livre a remporté le prix du festival "Un quart de siècle de livres de défense sacrée" dans la catégorie roman entre 700 livres.

## Récit
Fortune Told in Blood est un roman sur deux soldats irakiens dans la guerre Iran-Irak. Il y a une différence entre eux mais la guerre a démoli leur vie. Un lieutenant et soldat irakien envoyé sur une montagne pour identifier les mouvements et installations iraniens. Le lieutenant voit la zone avec une vitre pour marquer la position iranienne sur la carte. Leur situation en montagne était relativement sûre et ils pouvaient enneigés dans leur tranchée. Pour cette raison, ils ne se sont pas inquiétés et n'ont pas eu peur. Ils avaient de nombreux magazines et cartomancie dans leur tranchée. Un jour après le déjeuner, ils devinèrent et virent des événements sanglants dans leur présage. Après cette journée, des événements sanglants se sont produits pour eux,.

## Auteur
Davud Ghaffarzadegan, the Iranian teacher and writer, was born in 1959 in Ardebil. He wrote more than two decades and published over twenty-five short story collections and novels for adults and teenagers. His stories was translated into English, Chinese, Turkish, and Arabic. In the Fortune Told in Blood, he wrote the novel from the Iraqi's view and emphasized on human role in war. The novel and its suitable translation outspread the Iran-Iraq war to the west.

## Éditeur
Le livre a été écrit en 1996 et publié en persan par Soreie Mehr Publication Company en 2011. Fortune Told in Blood a été nommé et a reçu de nombreux prix, et a été réimprimé plusieurs fois en Iran. Selon des critiques, Fortune Told in Blood est l'un des romans les plus importants sur la guerre Iran-Irak ces dernières années. En 2008, le livre a été traduit du persan en anglais par Mohammad Reza Ghanounparvar et publié par le Center for Middle Eastern Studies de l'Université du Texas à Austin,,. Le Center for Middle Eastern Studies a plus de 20 ans d'expérience et a publié plusieurs livres de littérature traduite du Moyen-Orient.

## Traducteur
Mohammad Reza Ghanoonparvar est professeur UT de littérature persane et comparée. Ghanoonparvar a écrit plusieurs livres sur la littérature et la culture perses dans In a Persian Mirror (1993), Translating the Garden (2001), Reading Chubak (2005) et Persian Cuisine (2006),. By the Pen, The Patient Stone, Savushun et The Myth of Creation sont les livres que Ghanoonparvar a traduits en anglais.

## Prix
Le 27 septembre 2009, Fortune Told in Blood a remporté le prix du festival "Un quart de siècle de livres de défense sacrés" dans la catégorie roman,. Le livre a été sélectionné parmi 700 livres lors du festival.
- Échecs avec la machine Doomsday
- Parfum éternel
- Voyage à cap de 270 degrés
- Noureddin, fils d'Iran
- Guerre d'une femme: Da (mère)
- Ce que cet orphelin a vu
- Le bus de nuit
- Baba Nazar (livre)